# にかほ市立象潟中学校
にかほ市立象潟中学校（にかほしりつ きさかたちゅうがっこう）は、秋田県にかほ市象潟町にある公立中学校。

## 概要
1947年（昭和22年）に新制学校として開校した後、1959年（昭和34年）に上郷中学校を統合。2005年（平成17年）ににかほ市に合併となり、象潟町立象潟中学校からにかほ市立象潟中学校へ改称した。2008年（平成20年）年2月に新校舎が竣工した。

## 沿革
以下、注釈のない限り公式ホームページより引用。
- 1947年（昭和22年）5月1日 - 新制学校として開校式挙行

- 1948年（昭和23年）10月10日 - 象潟町沖の田15番地，上島製鉄倉庫改造校舎に移転

- 1959年（昭和34年）4月1日 - 上郷中学校を統合して始業式

- 1960年（昭和35年）3月30日 - 第三期工事にて中央棟10教室竣工
- 1961年（昭和36年）
  - 6月26日 - 体育館竣工 ブラスバンド部新設
  - 9月30日 - 第四期工事にて管理棟竣工

- 1962年（昭和37年）2月17日 - 校歌制定

- 1964年（昭和39年）3月17日 - 校章制定

- 1967年（昭和42年）11月2日 - 創立20周年記念式典挙行。

- 1971年（昭和46年）1月19日 - 武道館竣工
- 1978年（昭和53年）
  - 1月6日 - 合宿所竣工
  - 4月1日 - 上浜中学校を統合（上浜校舎）

- 1979年（昭和54年）4月1日 - 上浜中と実質統合、一町一中学校としてスタート
- 1986年（昭和61年）
  - 9月30日 - 第一棟改修工事完工
  - 11月13日 - 昭和62・63年度学校安全指導研究委嘱校指定

- 1987年（昭和62年）11月21日 - 創立40周年記念式典挙行

- 1988年（昭和63年）10月6日 - 学校安全指導公開研究会

- 1989年（平成元年）12月20日 - 2教室増築

- 1991年（平成3年）12月20日 - コンピュータ室完成

- 1994年（平成6年）7月30日 - 第1回アナコーテス市訪問団交流

- 1995年（平成7年）7月25日 - アナコーテス市訪問団来校（23名）
- 1996年（平成8年）
  - 8月1日 - 生徒15名アナコーテス市を訪問
  - 8月25日 - 全日本吹奏楽コンクール第38回秋田県大会金賞[2]

- 1997年（平成9年）10月26日 - 創立50周年記念式典挙行

- 1998年（平成10年）7月19日 - 全県総体体操競技大会優勝

- 1999年（平成11年）10月23日 - 全県総体体操競技大会優勝

- 2001年（平成13年）11月17日 - ドリームアップ事業(町伝承芸能交流会)

- 2003年（平成15年）2月24日 - 夢創生事業「象潟中夢ソング」CD完成

- 2004年（平成16年）9月3日 - 生徒指導総合連携推進事業講演会

- 2005年（平成17年）
  - 10月1日 - にかほ市市制施行・にかほ市立象潟中学校となる
  - 12月3日 - 生徒指導総合連携推進事業講演会
- 2007年（平成19年）
  - 3月30日 - 新体育館・新武道館竣工
  - 11月17日 - 新体育館落成記念講演「さらば哀しみの青春」水谷修氏
  - 11月20日 - 堀文庫設立（図書寄贈）

- 2008年（平成20年）
  - 2月18日 - 新校舎竣工セレモニー挙行（授業開始）[3]
  - 6月28日 - 創立60周年 新校舎開校記念式典挙行
  - 11月10日 - キャリア・スタート・ウィーク推進事業

- 2009年（平成21年）
  - 5月1日 - 開校記念日を変更
  - 9月9日 - NIE活動「聴写」開始
  - 11月25日 - 「地域医療への使命感を持った医師育成事業」講演

- 2010年（平成22年）8月4日 - 東北総体200M自由形４位
- 2011年（平成23年）
  - 3月11日 - 卒業証書授与式中、東北太平洋沖地震発生
  - 11月9日 - 森の学校づくり植樹祭
- 2012年（平成24年）
  - 9月23日 - WRO2012ジャパン決勝大会審査員特別賞
  - 12月1日 - 高円宮杯全日本中学校英語弁論大会5位
- 2013年（平成25年）- 太陽光パネル設置完了
- 2014年（平成26年）
  - 5月22日 - いのちの教育あったかエリア事業
  - 9月5日 - 防災キャンプ実施(3年生)

- 2015年（平成27年）
  - 2月8日 - 全日本アンサンブルコンテスト第42回東北大会銀賞[4]
  - 8月9日 - 全日本吹奏楽コンクール第57回秋田県大会金賞
  - 11月1日 - 池田修三シンポジウム開催
- 2016年（平成28年）
  - 7月25日 - 第82回全県少年野球大会ベスト8
  - 9月11日 - 全日本吹奏楽コンクール第59回東北大会金賞[5]
  - 11月16日 - 拠点校・協力校英語授業改善プログラム公開研究会

- 2017年（平成29年）
  - 2月12日 - 全日本アンサンブルコンテスト第44回東北大会銀賞[6]
  - 8月1日 - 全日本吹奏楽コンクール第59回秋田県大会金賞
  - 10月20日 - 創立70周年記念式典挙行[7]

- 2018年（平成30年）
  - 2月11日 - 全日本アンサンブルコンテスト第45回東北大会銀賞[8]
  - 7月27日 - 第84回全県少年野球大会ベスト8
  - 10月31日 - 子ども人権デーの集いin象潟中

- 2019年（平成31年・令和元年）
  - 2月9日 - 全日本アンサンブルコンテスト第46回東北大会金賞[9]
  - 8月22日 - 第53回本荘由利中学校駅伝競走大会男子優勝

- 2020年（令和2年）7月20日 - 空調設備工事完了

## 校歌
- 作詞：沢木隆子
- 作曲：石井五郎

## 生徒数・学級数
| 年度                      | 男子 | 女子 | 計  | 増減 | 学級数 | 増減 | 備考         | 出典   |
| ------------------------- | ---- | ---- | --- | ---- | ------ | ---- | ------------ | ------ |
| 1994（平成6）年度         | 297  | 290  | 587 |      | 18     |      |              | [ 11 ] |
| 1995（平成7）年度         | 不明 | 不明 | 567 | -20  | 17     | -1   |              | [ 11 ] |
| 1996（平成8）年度         | 不明 | 不明 | 550 | -17  | 16     | -1   |              | [ 11 ] |
| 1997（平成9）年度         | 不明 | 不明 | 537 | -23  | 15     | -1   |              | [ 11 ] |
| 1998（平成10）年度        | 不明 | 不明 | 500 | -37  | 14     | -1   | 創立50周年   | [ 11 ] |
| 1999（平成11）年度        | 225  | 235  | 460 | -40  | 13     | -1   |              | [ 11 ] |
| 2000（平成12）年度        | 201  | 229  | 430 | -10  | 13     | 0    |              | [ 11 ] |
| 2001（平成13）年度        | 202  | 219  | 421 | -9   | 13     | 0    |              | [ 11 ] |
| 2002（平成14）年度        | 210  | 211  | 421 | 0    | 14     | +1   |              | [ 11 ] |
| 2003（平成15）年度        | 213  | 202  | 415 | -6   | 14     | 0    |              | [ 12 ] |
| 2004（平成16）年度        | 221  | 194  | 415 | 0    | 14     | 0    |              | [ 13 ] |
| 2005（平成17）年度        | 198  | 180  | 378 | -37  | 13     | -1   | にかほ市誕生 | [ 14 ] |
| 2006（平成18）年度        | 188  | 168  | 356 | -22  | 11     | -2   |              | [ 15 ] |
| 2007（平成19）年度        | 163  | 176  | 339 | -17  | 11     | 0    | 新校舎落成   | [ 16 ] |
| 2008（平成20）年度        | 174  | 175  | 349 | +10  | 12     | +1   | 創立60周年   | [ 17 ] |
| 2009（平成21）年度        | 176  | 175  | 351 | +2   | 13     | +1   |              | [ 18 ] |
| 2010（平成22）年度        | 177  | 171  | 348 | -2   | 12     | -1   |              | [ 19 ] |
| 2011（平成23）年度        | 164  | 167  | 331 | -17  | 11     | -1   |              | [ 20 ] |
| 2012（平成24）年度        | 163  | 165  | 328 | -3   | 12     | +1   |              | [ 21 ] |
| 2013（平成25）年度        | 160  | 134  | 294 | -34  | 12     | 0    |              | [ 22 ] |
| 2014（平成26）年度        | 154  | 120  | 274 | -20  | 12     | 0    |              | [ 23 ] |
| 2015（平成27）年度        | 149  | 109  | 258 | -16  | 11     | -1   |              | [ 24 ] |
| 2016（平成28）年度        | 135  | 128  | 263 | +5   | 11     | 0    |              | [ 25 ] |
| 2017（平成29）年度        | 128  | 144  | 272 | +9   | 11     | 0    |              | [ 26 ] |
| 2018（平成30）年度        | 134  | 140  | 274 | +2   | 11     | 0    | 創立70周年   | [ 27 ] |
| 2019（平成31/令和元）年度 | 133  | 124  | 257 | -17  | 11     | 0    |              | [ 28 ] |
| 2020（令和2）年度         | 133  | 109  | 243 | -14  | 11     | 0    |              | [ 29 ] |
| 2021（令和3）年度         | 114  | 103  | 217 | -26  | 10     | -1   |              | [ 30 ] |
| 2022（令和4）年度         | 108  | 97   | 205 | -12  | 9      | -1   |              | [ 31 ] |
| 2023（令和5）年度         | 102  | 96   | 198 | -7   | 8      | -2   |              | [ 32 ] |
| 2024（令和6）年度         | 102  | 95   | 197 | -1   | 8      | 0    |              | [ 1 ]  |
| 2025（令和7）年度         | 105  | 99   | 204 | +7   | 8      | 0    |              | [ 33 ] |